# Eublemma amoena
Eublemma amoena — вид лускокрилих комах з родини еребід (Erebidae).

## Поширення
Вид поширений в Південній та Східній Європі. Присутній у фауні України.

## Опис
Розмах крил 24 — 27 мм.